# Bogurzyn (gromada)
Bogurzyn – dawna gromada, czyli najmniejsza jednostka podziału terytorialnego Polskiej Rzeczypospolitej Ludowej w latach 1954–1972.
Gromady, z gromadzkimi radami narodowymi (GRN) jako organami władzy najniższego stopnia na wsi, funkcjonowały od reformy reorganizującej administrację wiejską przeprowadzonej jesienią 1954 do momentu ich zniesienia z dniem 1 stycznia 1973, tym samym wypierając organizację gminną w latach 1954–1972.

## Historia
Gromadę Bogurzyn z siedzibą GRN w Bogurzynie utworzono – jako jedną z 8759 gromad na obszarze Polski – w powiecie mławskim w woj. warszawskim, na mocy uchwały nr VI/10/8/54 WRN w Warszawie z dnia 5 października 1954. W skład jednostki weszły obszary dotychczasowych gromad Bogurzyn i Bogurzynek ze zniesionej gminy Dąbrowa, obszar dotychczasowej gromady Głużek ze zniesionej gminy Turza oraz obszar dotychczasowej gromady Podkrajewo ze zniesionej gminy Kosiny w tymże powiecie. Dla gromady ustalono 20 członków gromadzkiej rady narodowej.
31 grudnia 1959 do gromady Bogurzyn przyłączono wieś Doziny ze znoszonej gromady Kowalewko w tymże powiecie.
31 grudnia 1961 gromadę zniesiono, włączając jej obszar do gromad: Wiśniewo (wsie Głużek i Podkrajowe) i nowo utworzonej Kowalewko (wsie Bogurzyn, Bogurzynek i Doziny) w tymże powiecie.